# Microserica striola
Microserica striola är en skalbaggsart som beskrevs av Brenske 1894. Microserica striola ingår i släktet Microserica och familjen Melolonthidae. Inga underarter finns listade i Catalogue of Life.